# Серяш
Серяш — река в России, протекает по Башкортостану, Миякинский район и Бижбулякский районы. Устье реки находится в 342 км по правому берегу реки Дёма. Длина реки составляет 15 км.
Приток: Зирекликуль.

## Данные водного реестра
По данным государственного водного реестра России относится к Камскому бассейновому округу, водохозяйственный участок реки — Дёма от истока до водомерного поста у деревни Бочкарёва, речной подбассейн реки — Белая. Речной бассейн реки — Кама.
По данным геоинформационной системы водохозяйственного районирования территории РФ, подготовленной Федеральным агентством водных ресурсов:
- Код водного объекта в государственном водном реестре — 10010201312111100024601
- Код по гидрологической изученности (ГИ) — 111102460
- Код бассейна — 10.01.02.013
- Номер тома по ГИ — 11
- Выпуск по ГИ — 1